# Pinocchio (film 2002)
Pinocchio è un film italiano del 2002, diretto e interpretato da Roberto Benigni, che firma anche la sceneggiatura (con Vincenzo Cerami) e la produzione. Costato circa 45 milioni di euro, fu il film più costoso nella storia del cinema italiano, superato per il tasso di inflazione da Gladiatori di Roma.
È tratto dal romanzo Le avventure di Pinocchio. Storia di un burattino di Carlo Collodi.
In Italia il film è stato pubblicato in home video in luglio 2003 dalla Buena Vista Home Entertainment.

## Trama
Un grosso tronco di legno, trasportato su un carro, si anima improvvisamente dopo che su di esso si è posata una farfalla protetta da una Fata. Il pezzo di legno, mosso da una misteriosa forza, inizia a saltare per i vicoli del paese, creando scompiglio tra gli abitanti. Il tronco ferma la sua corsa sull'uscio di casa di un vecchio falegname, di nome Geppetto, che se ne impossessa per costruirsi un burattino che gli tenga compagnia. Il burattino viene chiamato Pinocchio, e magicamente prende vita, e con grande incredulità di Geppetto inizia a parlare. Pinocchio si dimostra da subito un monello: scappa di casa e corre in strada, mettendo a soqquadro il paese. Dei danni viene incolpato il vecchio falegname, che viene condotto in carcere dai carabinieri, mentre Pinocchio fugge via.
Rientrato a casa, il burattino trova un Grillo Parlante che lo rimprovera delle monellerie commesse, ammonendolo più volte di comportarsi bene. Pinocchio, scocciato, tenta di schiacciare il grillo con un martello, ma la creatura scompare. Stanco e affamato, Pinocchio si addormenta con i piedi sul braciere. Poco dopo rientra a casa Geppetto, che lo salva dalle fiamme con una secchiata d'acqua. Pinocchio, comprendendo i suoi errori, decide di farsi perdonare e promette a suo padre di andare a scuola e studiare: a causa delle sue condizioni economiche, il falegname si vede costretto a vendere la sua casacca per comprare a suo figlio un abbecedario. Pinocchio, mentre si dirige a scuola, vende immediatamente il suo libro per quattro soldi, con i quali entra a vedere uno spettacolo di burattini. Durante lo spettacolo, le marionette lo riconoscono come loro simile, facendolo salire sul palco e portandolo in trionfo tra le risate del pubblico. Ma il burattinaio capo, Mangiafoco, fa interrompere lo spettacolo.
Mangiafoco, per punire Pinocchio, decide di bollirlo in un pentolone e mangiarselo, ma di fronte alle suppliche del burattino si impietosisce e lo lascia libero, dandogli in dono cinque monete d'oro dopo aver saputo della situazione economica di suo padre. Sulla strada di casa Pinocchio incontra però il Gatto e la Volpe, due truffatori, che lo convincono a seguirli per arricchirsi, seminando i suoi denari nel "Campo dei miracoli". Il burattino, credulone, li segue. Durante la notte il Gatto e la Volpe si fermano all'Osteria del Gambero Rosso, dove mangiano a sazietà, lasciando pagare il conto a Pinocchio, che rimane con quattro monete. Dopo aver riposato, il burattino si dirige nel bosco da solo, in quanto scopre dall'oste che i suoi "amici" sono dovuti andare via. Ignorando i consigli del fantasma del Grillo Parlante, Pinocchio incappa nei due furfanti, travestiti da assassini, che lo aggrediscono. Dopo una rocambolesca fuga durata tutta la notte, Pinocchio raggiunge una vecchia casa, nella quale vive una fata magica, ma quest'ultima si rifiuta di aprirgli. Gli assassini, sopraggiunti, lo impiccano ad un'enorme quercia, pensando si fosse nascosto le monete in bocca. Il mattino seguente, la fata, mossa a compassione, fa liberare il burattino dal suo can-barbone Medoro, che lo porta alla casa della fata su una carrozza trainata da centinaia di topi bianchi.
La fata lo fa visitare da tre medici: un corvo, una civetta e il Grillo Parlante (che si scopre essere vivo e vegeto). Il Grillo lo rimprovera nuovamente e il burattino scoppia a piangere, dimostrando a tutti che è ancora vivo. La fata cerca allora di fargli bere un medicinale molto amaro, ma utile per farlo guarire. Pinocchio si rifiuta, ma quando vede arrivare dei conigli neri con una bara si ricrede all'istante. Completamente guarito, il burattino viene interrogato dalla fata sugli ultimi avvenimenti, ma lui mente più di una volta, per questo motivo il suo naso si allunga vistosamente. Dopo aver detto finalmente la verità, il suo naso si accorcia e Pinocchio si dirige verso la casa di Geppetto, ma lungo il sentiero incontra di nuovo il Gatto e la Volpe, che lo convincono ad andare al Campo dei miracoli a sotterrare i denari. Pinocchio si accorge troppo tardi di essere stato raggirato: dopo aver cercato invano le sue monete, si reca al tribunale del paese di Acchiappacitrulli, dove un giudice dalle fattezze scimmiesche lo fa arrestare e incarcerare come "citrullo". In cella Pinocchio conosce Lucignolo, un monello finito in carcere per furto di leccalecca, di cui uno riescono a condividerlo. In breve tempo i due diventano amici, e poco dopo la scarcerazione di Lucignolo avviene anche quella di Pinocchio, quattro mesi dopo, grazie ad un'amnistia.
Il burattino torna verso la casa della fata, ma quando vi arriva trova la sua tomba. In lacrime, Pinocchio si accascia al suolo disperato, ma proprio in quel momento compare un colombo che dice di sapere dove si trova Geppetto. Pinocchio si fa guidare dall'uccello verso il babbo, che si trova in mare su una barchetta, deciso a cercare Pinocchio oltremare, non avendolo trovato in paese nei precedenti mesi. Il burattino, coraggiosamente, si tuffa nel mare in tempesta per salvare Geppetto, ma la corrente lo trascina via: al risveglio si ritrova sulla spiaggia di una cittadella abitata da arzilli lavoratori. All'interno della cittadina Pinocchio incontra di nuovo la fata, ritornata in vita grazie al suo dolore sincero, che lo conduce nella sua abitazione, ora posta al centro della città. Pinocchio, felicissimo, decide di diventare un bravo ragazzo e subito va a scuola. Il primo giorno di lezioni, ancor prima di entrare, scopre che uno dei suoi compagni, Eugenio, gli ha rubato il cappello a seguito del suo naufragio. Ne scoppia quindi una rissa tra Pinocchio, Eugenio e altri bulli, uno dei quali lancia il libro di Pinocchio contro di lui, colpendo accidentalmente Eugenio, che sviene.
Tutti scappano, solo Pinocchio rimane vicino al compagno ferito ma due carabinieri, trovandolo lì, lo arrestano. Nella strada verso la prigione Pinocchio, cercando di non farsi vedere dalla fata, fugge, ma dopo essersi nascosto in un campo rimane incastrato in una tagliola per le faine. Il proprietario del campo, credendolo un ladro a causa delle manette, gli lascia la tagliola, gli mette un collare e gli fa sostituire il suo cane da guardia da poco morto. Quella stessa notte, Lucignolo, passato di lì per rubare i polli, lo riconosce e lo libera, e i due fuggono insieme. Tornato dalla fata, Pinocchio viene rimproverato e in seguito perdonato per le sue monellerie. Deciso a diventare un ragazzo bravo una volta per tutte, il burattino torna sulla retta via, e la fata organizza una festa. Pinocchio vuole invitare Lucignolo e corre a cercarlo, ma scopre che questi è in procinto di partire verso il Paese dei Balocchi, luogo senza regole e scuole. Dopo mille ripensamenti, Pinocchio decide di partire con lui. Il Grillo Parlante tenta di portarlo via da lì, ma sviene dopo esser sopravvissuto a calpestamenti, martellate e freccette.
Dopo una giornata di divertimenti sfrenati, i ragazzi che si trovano al Paese dei Balocchi iniziano a trasformarsi in asini, sorte che tocca anche a Pinocchio e Lucignolo, che vengono venduti al mercato. Pinocchio finisce in una compagnia circense e deve esibirsi saltando in cerchi di fuoco. Una sera, durante uno spettacolo, distratto dalla fugace apparizione della fata, cade malamente e si spezza una gamba. Il direttore del circo ordina ai pagliacci di buttarlo in mare per annegarlo, ma il pronto intervento della fata lo salva, facendolo tornare nuovamente un burattino. Mentre Pinocchio nuota verso la riva, dove la fata lo attende, un gigantesco Pesce-cane lo ingoia. Finito nello stomaco dell'enorme creatura, Pinocchio ritrova Geppetto, divorato dal mostro durante il suo naufragio. Fingendosi un tonno, Pinocchio scopre che suo padre lo odia e rimpiange di averlo costruito, ma rivela che sotto sotto ha la forza per perdonarlo. I due si riabbracciano dopo molto tempo e, approfittando del raffreddore del mostro, i due fuggono e tornano a riva.
Riportato il padre a casa, Pinocchio si adopera per aiutare il suo anziano padre a stare meglio, e per fargli avere del latte caldo ogni sera va a lavorare in una fattoria. In questa fattoria c'è anche il ciuchino Lucignolo, ormai moribondo a causa del duro lavoro. La fata è ormai decisa a realizzare il desiderio di Pinocchio di diventare un ragazzo vero, grazie al suo impegno per aiutare Geppetto.
La mattina dopo, Pinocchio è diventato un bambino vero e va a scuola, la casa è diventata più accogliente, a Geppetto spuntano dei capelli veri e l'ombra del burattino (adesso immobile su una sedia) corre a giocare con la farfalla protetta dalla fata.

## Produzione
Secondo Benigni, il progetto di un film in cui l'attore interpretava Pinocchio aveva avuto inizio con Federico Fellini. Il progetto risalirebbe ai tempi de La voce della Luna, film che Benigni interpretò nel 1990 sotto la direzione del regista riminese. In quell'occasione, in effetti, Fellini chiamò Benigni e Paolo Villaggio "personaggi collodiani". Benigni disse anche che in quell'occasione erano state girate alcune scene di prova mai mostrate al pubblico e che Vincenzo Cerami aveva iniziato a scrivere una sceneggiatura. Benigni scelse di essere piuttosto fedele al libro, e infatti sono poche le differenze riscontrabili tra film e romanzo. 
Il film è stato girato nei Cinecittà Umbria Studios di Papigno, frazione di Terni.
Per il film sono stati impiegati 28 settimane di riprese, 8 mesi di preproduzione e 8 di postproduzione.
Nel 2000 il regista Enzo D'Alò avrebbe dovuto distribuire la sua versione, ma a causa della lavorazione del film di Benigni il film fu rimandato al 2012. Nel film di D'Alò doveva essere presente inoltre una scena simile al film di Benigni, con il tronco di legno che cadde da una carrozza.

### Cast
Per il ruolo di Geppetto inizialmente i giornali annunciarono il nome di Paolo Villaggio  ma, per motivi ignoti, l'assegnazione del ruolo venne meno. In seguito si parlò anche del coinvolgimento del divo americano Kirk Douglas. Il ruolo fu poi affidato a Turi Ferro, che non potè interpretarlo perchè morì prima delle riprese. Per il ruolo del Gatto e della Volpe si fecero i nomi di Dario Fo e Franca Rame, ma gli stessi attori smentirono. Neanche la scelta del ruolo di Mangiafuoco fu semplice, dato che Roberto Benigni aveva tentato di coinvolgere Luciano Pavarotti, Lando Buzzanca e, probabilmente, Dario Fo, ma per incerti motivi vennero meno anche queste assegnazioni; lo stesso fu per il ruolo di Lucignolo, dato che Roberto Benigni aveva preso in considerazione, dietro pressioni della Miramax, Johnny Depp e Jim Carrey, ma quest'ultimo rifiutò.

## Colonna sonora
La colonna sonora è di Nicola Piovani, che aveva già collaborato con Benigni per la colonna sonora del film La vita è bella. Piovani vinse un Nastro d'argento per la colonna sonora.

### Tracce
1. La Fata Turchina
2. Il burattino
3. Il Gatto e la Volpe
4. I viaggi di Pinocchio
5. Lucignolo
6. Il pezzo di legno
7. Il Grillo Parlante
8. Le brutte avventure
9. Promenade di Pinocchio
10. Il bacio della Fata
11. Il teatro dei burattini
12. La morte di Lucignolo
13. Il circo
14. Il Paese dei Balocchi
15. Finale
16. La canzone di Pinocchio
17. Il tema della Fata

## Distribuzione
Il film uscì ufficialmente nelle sale cinematografiche italiane l'11 ottobre 2002 su distribuzione Medusa.

### Data uscita
La pellicola venne presentata internazionalmente in anteprima il 10 gennaio 2003 al Palm Springs International Film Festival.
Le date di uscita internazionali sono state:
- 25 dicembre 2002
  -  Stati Uniti, come Roberto Benigni's Pinocchio (distribuzione limitata) (versione doppiata)
  -  Canada
- 7 febbraio 2003
  -  Stati Uniti (distribuzione limitata) (versione in lingua originale sottotitolata)
- 13 febbraio 2003
  -  Svizzera (nelle regioni germanofone)
- 7 marzo 2003
  -  Grecia
- 8 marzo 2003
  -  Serbia, come Pinokio
- 13 marzo 2003
  -  Austria
  -  Germania
- 21 marzo 2003
  -  Giappone
- 26 marzo 2003
  -  Belgio
  -  Francia
  -  Svizzera (nelle regioni francofone)
- 28 marzo 2003
  -  Portogallo, come Pinòquio
- 11 aprile 2003
  -  Islanda
- 17 aprile 2003
  -  Australia
  -  Paesi Bassi
- 2 maggio 2003
  -  Norvegia

- 7 maggio 2003
  -  Filippine
- 23 maggio 2003
  -  Messico
- 29 maggio 2003
  -  Rep. Ceca
- 30 maggio 2003
  -  Polonia, come Pinokio
- 10 luglio 2003
  -  Israele
- 16 luglio 2003
  -  Corea del Sud
- 20 agosto 2003
  -  Argentina, come Pinocho (distribuzione home video)
- 24 settembre 2003
  -  Norvegia (distribuzione home video)
- 14 ottobre 2003
  -  Kuwait
- 7 novembre 2003
  -  Turchia, come Pinokyo
- 2 febbraio 2004
  -  Ungheria, come Pinokkiò (distribuzione home video)
- 11 febbraio 2004
  -  Svezia (distribuzione home video)

### Edizioni estere

#### Edizione statunitense
Il film uscì nelle sale cinematografiche statunitensi il 25 dicembre 2002 su distribuzione Miramax Films, senza però nessuna proiezione in anteprima per la critica cinematografica. I dirigenti della Miramax Harvey Weinstein e Bob Weinstein giustificarono questa decisione sostenendo che serviva più tempo di post produzione per il doppiaggio in lingua inglese. Comunque secondo Edward Guthmann, critico cinematografico per il San Francisco Chronicle, la Miramax prese questa decisione in quanto consapevole del probabile insuccesso della pellicola. Due mesi dopo il flop di botteghino e critica della versione doppiata, il 7 febbraio 2003, il film venne ridistribuito nelle sale per un periodo limitato in una versione in lingua originale sottotitolata in inglese.

#### Edizione inglese
Contrariamente alla tradizione delle distribuzioni statunitensi, laddove in molti casi i film stranieri venivano presentati in lingua originale con i sottotitoli in inglese, Harvey e Bob Weinstein decisero di far doppiare il film. Secondo alcuni critici questa decisione sarebbe stata presa per attirare una maggiore attenzione da parte di un pubblico infantile; in proposito Benigni ha dichiarato in un'intervista che doppiarsi da solo in inglese sarebbe stato troppo complicato, anche per via del suo marcato accento italiano.
Il copione del film, intitolato Roberto Benigni's Pinocchio per il mercato statunitense, venne riadattato dal dialoghista statunitense Brendan Donnison. Per il doppiaggio vennero scelte le voci di attori celebri: a doppiare Benigni e la Braschi furono rispettivamente Breckin Meyer e Glenn Close; tra le altre celebrità che prestarono la loro voce vi sono David Suchet (mastro Geppetto/Narratore), gli ex Monty Python John Cleese e Eric Idle (rispettivamente il Grillo Parlante e Medoro), Topher Grace (Lucignolo, in inglese Leonardo), i comici Eddie Griffin e Cheech Marin (il Gatto e la Volpe), gli attori Kevin James (Mangiafuoco) e Regis Philbin (il direttore del circo). Inoltre appaiono in una sorta di "cameo vocale" James Belushi, che doppia il contadino Giangio, e Queen Latifah, che dà la voce al colombo che aiuta Pinocchio a raggiungere la spiaggia con l'intento di trovare Geppetto.

#### Edizione francese
In Francia il film è stato doppiato da Dominique Collignon-Maurin (Pinocchio), Cécile Paoli (la Fata dai capelli turchini), Georges Berthomieu (mastro Geppetto), Damien Boisseau (Lucignolo), Patrick Messe (Grillo Parlante), Jean-Pierre Gernez (Medoro), Jean-Loup Horwitz (Il Gatto), Pierre Laurent (La Volpe) e Saïd Amadis (Mangiafuoco).

## Accoglienza

### Incassi
Il film – su un costo stimato di circa 45 milioni di dollari – ha avuto un buon successo domestico con un incasso di 26197231 €, il che ne fa il 26º film col maggior incasso in Italia. Gli incassi nel resto del mondo furono inferiori alle aspettative, in particolare in Nordamerica con 3684305 $ e 40626090 $ complessivi in tutti gli altri Paesi, per un totale di 44310395 $.

### Critica
Il film ebbe critiche negative principalmente per l'uso mal riuscito della CGI e per la mancanza di sentimento nella recitazione dei personaggi, specialmente della fata (Nicoletta Braschi) e dello stesso Benigni. Vennero invece apprezzati le scenografie, i costumi, la fotografia e la colonna sonora.

#### Critica statunitense
La critica statunitense stroncò aspramente la pellicola. Secondo i rapporti del sito internet Rotten Tomatoes, lo 0% della critica ha dato una recensione positiva, con un voto medio di 2,4 su 10. Il consenso critico del sito recita: «Benigni manca del tutto il bersaglio con questo adattamento di Pinocchio, e il risultato è un progetto pretenzioso, raccapricciante, malriuscito e non divertente». Sempre lo stesso sito lo ha classificato al terzo posto come peggior film del decennio 2000-2009, unico film italiano in questa classifica di 100 pellicole.
Tra le varie obiezioni, i critici attaccarono pesantemente il doppiaggio inglese, soprattutto venne attaccata la scelta di Breckin Meyer come doppiatore di Benigni, considerato inadatto al ruolo per via della sua voce giovanile.

## Riconoscimenti
- 2003 – David di Donatello
  - Miglior scenografia a Danilo Donati
  - Migliori costumi a Danilo Donati
  - Candidatura Migliore attore protagonista a Roberto Benigni
  - Candidatura Migliore attore non protagonista a Kim Rossi Stuart
  - Candidatura Migliore fotografia a Dante Spinotti
  - Candidatura Migliore musicista a Nicola Piovani
- 2003 – Nastro d'argento
  - Migliore colonna sonora a Nicola Piovani
  - Candidatura Migliore attore non protagonista a Kim Rossi Stuart
  - Candidatura Miglior produttore a Nicoletta Braschi
- 2003 – Ciak d'oro
  - Migliori costumi a Danilo Donati[22]
- 2002 – Razzie Awards
  - Peggior attore protagonista a Roberto Benigni doppiato "stile-Godzilla" da Breckin Meyer
  - Candidatura Peggior film
  - Candidatura Peggior regista a Roberto Benigni
  - Candidatura Peggior coppia a Roberto Benigni e Nicoletta Braschi
  - Candidatura Peggior sceneggiatura a Vincenzo Cerami e Roberto Benigni
  - Candidatura Peggior remake o sequel
- 2002 – Stinkers Bad Movie Awards
  - Candidatura Peggior attore a Roberto Benigni e Breckin Meyer
  - Candidatura Peggior regista a Roberto Benigni
  - Candidatura Peggior performance di gruppo (L'insieme delle voci)
  - Candidatura Peggior coppia a Roberto Benigni e il suo doppiatore inglese
  - Candidatura Peggior sceneggiatura
  - Candidatura Commedia meno divertente
  - Candidatura Colonna sonora più fastidiosa
  - Candidatura Peggior remake